# Eccellenza 2006-2007
Il campionato di calcio di Eccellenza regionale 2006-2007 è stato il sedicesimo organizzato in Italia. Rappresenta il sesto livello del calcio italiano. Il campionato è strutturato su vari gironi all'italiana su base regionale.
Questo è il quadro delle squadre promosse alla Serie D dai vari campionati di Eccellenza regionale. Sono ammesse alla massima categoria dilettantistica italiana le vincenti dei rispettivi campionati regionali più le sette migliori squadre risultanti dai play-off a cui accedono le squadre designate dai vari comitati regionali a seguito dei propri regolamenti.

## Campionati
- Eccellenza Abruzzo 2006-2007
- Eccellenza Basilicata 2006-2007
- Eccellenza Calabria 2006-2007
- Eccellenza Campania 2006-2007
- Eccellenza Emilia-Romagna 2006-2007
- Eccellenza Friuli-Venezia Giulia 2006-2007
- Eccellenza Lazio 2006-2007
- Eccellenza Liguria 2006-2007
- Eccellenza Lombardia 2006-2007
- Eccellenza Marche 2006-2007
- Eccellenza Molise 2006-2007
- Eccellenza Piemonte-Valle d'Aosta 2006-2007
- Eccellenza Puglia 2006-2007
- Eccellenza Sardegna 2006-2007
- Eccellenza Sicilia 2006-2007
- Eccellenza Toscana 2006-2007
- Eccellenza Trentino-Alto Adige 2006-2007
- Eccellenza Umbria 2006-2007
- Eccellenza Veneto 2006-2007

## Quadro riepilogativo nazionale
| Regione/Girone        | Sqr  | 1ª classificata e promossa in Serie D | Altre promozioni in Serie D | 2ª classificata              | Vincente Coppa                |
| --------------------- | ---- | ------------------------------------- | --------------------------- | ---------------------------- | ----------------------------- |
| Abruzzo               | 18   | Cologna Paese                         | -                           | Notaresco (4º)               | L'Aquila                      |
| Basilicata            | 18   | Horatiana Venosa                      | -                           | Avigliano (3º)               | Avigliano                     |
| Calabria              | 16   | Rosarno                               | -                           | Taurianovese (2º)            | Taurianovese                  |
| Campania girone A     | 16   | Caserta                               | Quarto                      | Quarto (4º)                  | Caserta                       |
| Campania girone B     | 16   | Cilento Gelbison                      | Gragnano                    | Gragnano (2º)                | Caserta                       |
| Emilia-Romagna gir.A  | 18   | Crociati Parma                        | -                           | Fiorenzuola                  | Faenza                        |
| Emilia-Romagna gir.B  | 18   | Real Cesenatico                       | -                           | Savignanese                  | Faenza                        |
| Friuli-Venezia Giulia | 16   | Sarone                                | -                           | Monfalcone                   | Manzanese                     |
| Lazio girone A        | 18   | Bassano Romano                        | -                           | Ciampino                     | Formia                        |
| Lazio girone B        | 18   | LVPA Frascati                         | Cynthia                     | Cynthia                      | Formia                        |
| Liguria               | 18   | Sestrese                              | -                           | Virtus Entella               | Sestrese                      |
| Lombardia girone A    | 18   | Sestese                               | -                           | Corsico (5º)                 | Ponte San Pietro              |
| Lombardia girone B    | 18   | Caratese                              | Ba.Se.96 Seveso             | Ba.Se.96 Seveso (3º)         | Ponte San Pietro              |
| Lombardia girone C    | 18   | Feralpi Lonato                        | -                           | Trevigliese (2º)             | Ponte San Pietro              |
| Marche                | 18   | Recanatese                            | -                           | Bikkembergs Fossombrone (2º) | Montegiorgio                  |
| Molise                | 16   | Olympia Agnonese                      | -                           | Termoli (5º)                 | Sesto Campano                 |
| Piemonte girone A     | 16   | Favria                                | Rivoli Collegno             | Rivoli Collegno (2º)         | Novese                        |
| Piemonte girone B     | 16   | Derthona                              | Novese                      | Novese (2º)                  | Novese                        |
| Puglia                | 18   | Fasano                                | -                           | Audace Cerignola (3º)        | Francavilla                   |
| Sardegna              | 16   | Tavolara                              | Castelsardo                 | Budoni                       | Castelsardo                   |
| Sicilia girone A      | 16   | Alcamo                                | -                           | Carini (2º)                  | Alcamo                        |
| Sicilia girone B      | 16   | Libertas Acate-Modica                 | -                           | Palazzolo (3º)               | Alcamo                        |
| Toscana girone A      | 16   | Gavorrano                             | -                           | Athletic Calenzano (3º)      | Lunigiana 1919                |
| Toscana girone B      | 16   | V.F.D. Colligiana                     | Scandicci                   | Scandicci (2º)               | Lunigiana 1919                |
| Trentino-Alto Adige   | 16   | Alta Vallagarina                      | -                           | Alense Vivaldi               | Sankt Georgen                 |
| Umbria                | 18   | Pontevecchio                          | Torgiano                    | Torgiano (3º)                | Pontevecchio                  |
| Veneto girone A       | 16   | Domegliara                            | -                           | Noventa Padovana             | Union C.S.V.                  |
| Veneto girone B       | 16   | Sandonà 1922                          | -                           | Asolo Fonte                  | Union C.S.V.                  |
|                       | Tot. |                                       |                             |                              | Vincente Fase Nazionale Coppa |
| 28 gironi             | 474  |                                       |                             |                              | Pontevecchio                  |

## Play-off nazionali

### Primo turno
| Squadra 1                          | Totale | Squadra 2                        | Andata | Ritorno         |
| ---------------------------------- | ------ | -------------------------------- | ------ | --------------- |
| Lombardia B Ba.Se.96 Seveso        | 3 - 2  | Friuli-Venezia Giulia Monfalcone | 3 - 1  | 0 - 1           |
| Lombardia C Trevigliese            | 0 - 0  | Piemonte A Rivoli Collegno       | 0 - 0  | 0 - 0 (4-1 dcr) |
| Trentino-Alto Adige Alense Vivaldi | 1 - 3  | Piemonte B Novese                | 0 - 3  | 1 - 0           |
| Lombardia A Corsico                | 1 - 0  | Veneto A Noventa Padovana        | 1 - 0  | 0 - 0           |
| Liguria Virtus Entella             | 1 - 2  | Veneto B Asolo Fonte             | 0 - 0  | 1 - 2           |
| Abruzzo Notaresco                  | 3 - 5  | Lazio B Cynthia                  | 3 - 4  | 0 - 1           |
| Lazio A Ciampino                   | 3 - 4  | Sardegna Budoni                  | 3 - 2  | 0 - 2           |
| Umbria Torgiano                    | 1 - 0  | Marche Bikkembergs Fossombrone   | 0 - 0  | 1 - 0           |
| Toscana A Athletic Calenzano       | 1 - 3  | Toscana B Scandicci              | 1 - 1  | 0 - 2           |
| Emilia-Romagna A Fiorenzuola       | 3 - 5  | Emilia-Romagna B Savignanese     | 1 - 4  | 2 - 1           |
| Campania A Quarto                  | 4 - 1  | Basilicata Avigliano             | 3 - 0  | 1 - 1           |
| Calabria Taurianovese              | 2 - 1  | Molise Termoli                   | 2 - 1  | 0 - 0           |
| Puglia Audace Cerignola            | 3 - 4  | Sicilia B Carini                 | 3 - 2  | 0 - 2           |
| Sicilia A Palazzolo                | 1 - 5  | Campania B Gragnano              | 1 - 2  | 0 - 3           |

### Secondo turno
Le vincenti sono promosse in Serie D 2007-2008.
| Squadra 1                   | Totale | Squadra 2                    | Andata | Ritorno |
| --------------------------- | ------ | ---------------------------- | ------ | ------- |
| Lombardia B Ba.Se.96 Seveso | 1 - 0  | Lombardia C Trevigliese      | 1 - 0  | 0 - 0   |
| Piemonte B Novese           | 2 - 0  | Lombardia A Corsico          | 1 - 0  | 1 - 0   |
| Veneto B Asolo Fonte        | 2 - 6  | Lazio B Cynthia              | 2 - 1  | 0 - 5   |
| Sardegna Budoni             | 1 - 2  | Umbria Torgiano              | 0 - 1  | 1 - 1   |
| Toscana B Scandicci         | 6 - 1  | Emilia-Romagna B Savignanese | 1 - 0  | 5 - 1   |
| Campania A Quarto           | 4 - 2  | Calabria Taurianovese        | 4 - 1  | 0 - 1   |
| Sicilia B Carini            | 1 - 2  | Campania B Gragnano          | 1 - 0  | 0 - 2   |